# Gotanda
Gotanda (五反田) é um distrito da região especial de Shinagawa, em Tóquio, Japão. 

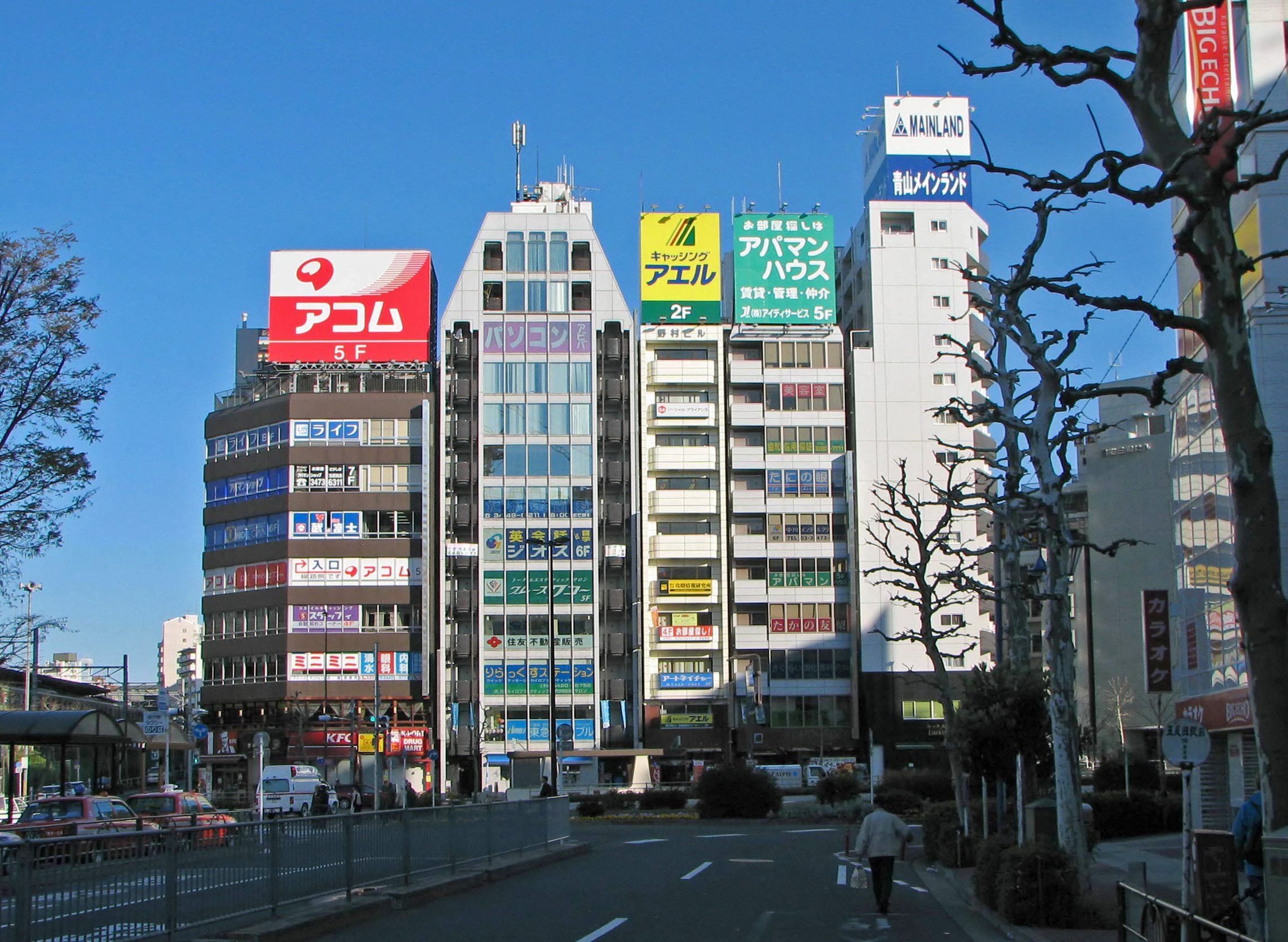
Paisagem urbana de Gotanda

O distrito está localizado no entorno da Estação Gotanda, atendida pela linha Toei Asakusa e pela linha elevada Tokyu Ikegami, além da presença das estações Meguro e Osaki da JR Linha Yamanote.
No distrito, está a sede do Consulado do Brasil e de uma agência do Banco do Brasil em Tóquio.

## Características de Gotanda
Gotanda é dividida pelas linhas da JR Higashi (Leste) Gotanda e Nishi (Oeste) Gotanda. 
Grande parte da região de Nishi-Gotanda é residencial, com prédios de apartamentos com tamanho moderado, próximos à estações da JR, além das suas ruas terem pouco transito. Higashi-Gotanda é o lar da Universidade Seisen em Tóquio, da NTT Medical Center Tokyo, vários templos e santuários, além da presença de diversos hotéis, incluindo os hotéis cápsulas.
Uma das principais avenidas movimentadas de Tóquio, Sakurada Dori, que faz parte da Rota Nacional 1, passa pelas duas metades de Gotanda, direcionando o tráfego entre os distritos comerciais que circundam os jardins do Palácio Imperial e as áreas periféricas de Shinagawa, Ota, além da cidade de Yokohama.
Gotanda possui a sede das embaixadas da Bielo-Rússia, Indonésia e Macedônia do Norte, e os consulados-gerais do Brasil e do Peru. 
As instituições médicas e educacionais na região são: Universidade Seisen; a Tokyo Health Care University e a NTT Medical Center Tokyo. Allied Telesis, Comsys, Gakken e Imagica são algumas das empresas sediadas em Gotanda. A sede global da Sony ficava anteriormente localizada ao longo da Sony Dori, na extremidade leste de Higashi-Gotanda, porém, a maior parte do complexo mudou-se para Shinagawa

## Galeria de Imagens

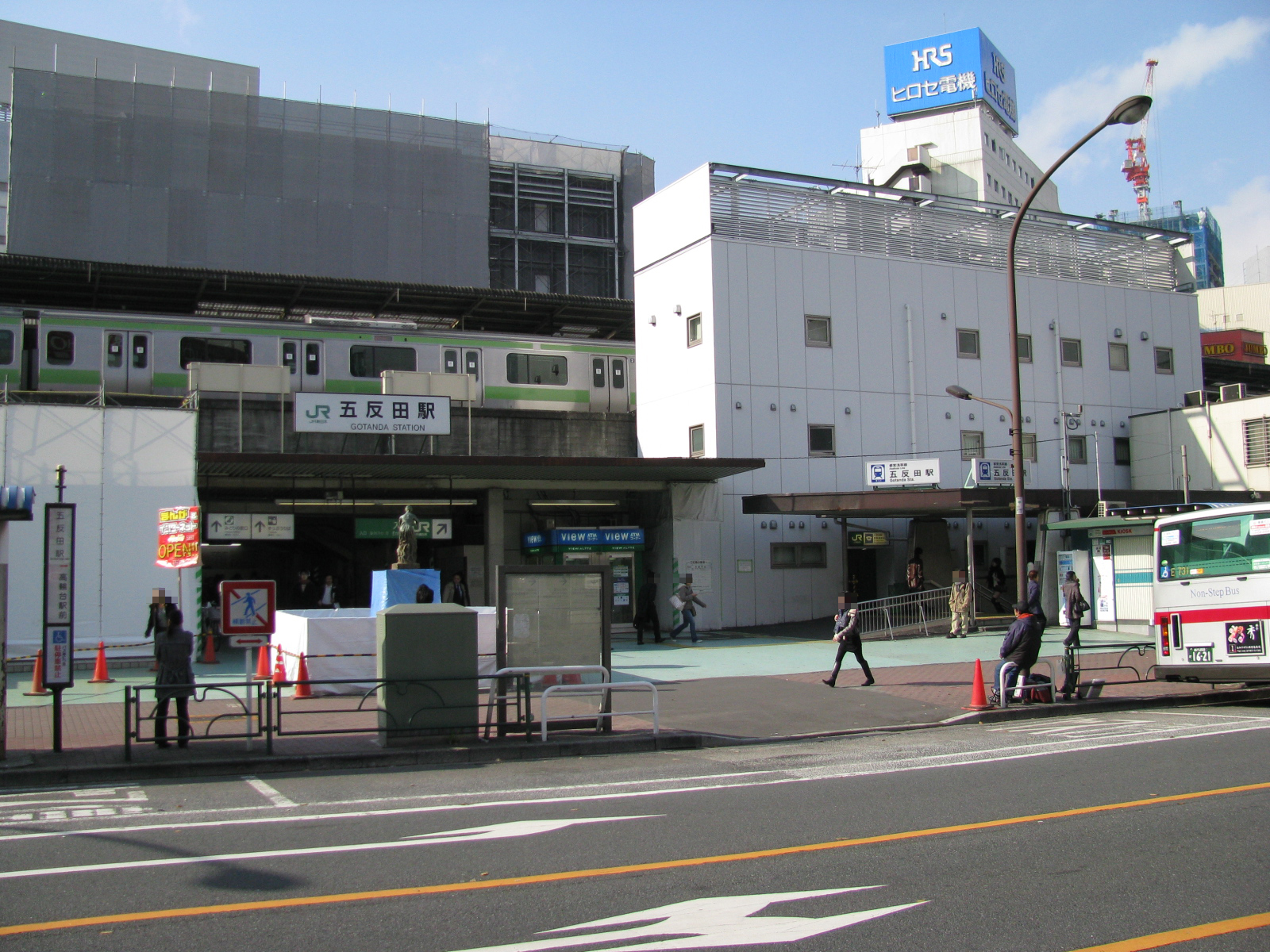
Estação Gotanda
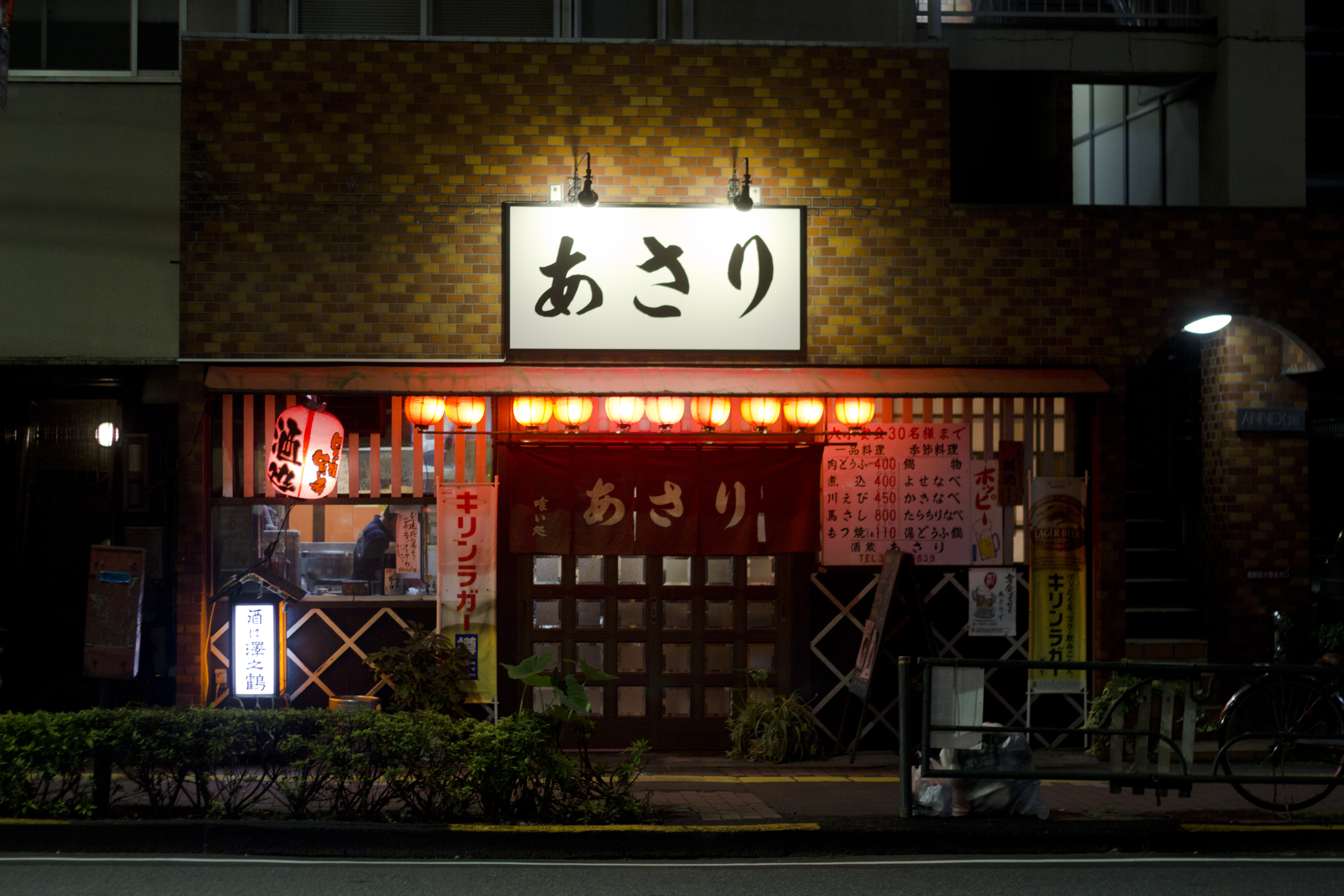
Izakaya nas proximidades da Estação Gotanda.
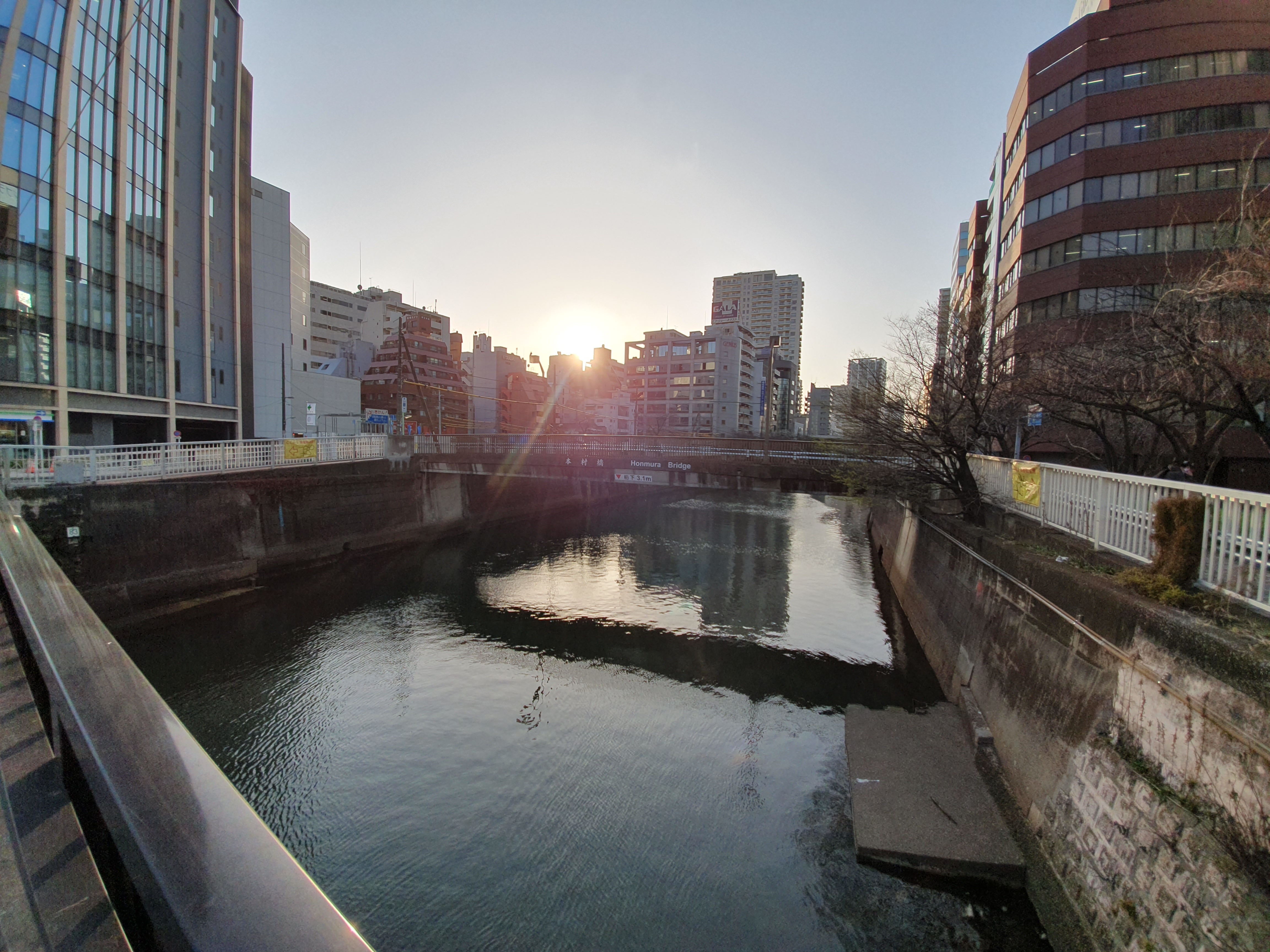
Rio Meguro em Gotanda